# Opostega chalcophylla
Opostega chalcophylla là một loài bướm đêm thuộc họ Opostegidae. Nó được Edward Meyrick miêu tả năm 1910. Nó được tìm thấy ở Assam ở Ấn Độ.
Con trưởng thành bay vào tháng 9.